# Железнодорожный сельсовет (Курганская область)
Железнодоро́жный сельсове́т — упразднённые административно-территориальная единица и муниципальное образование со статусом сельского поселения в составе Кетовского района Курганской области России.
Административный центр — посёлок Введенское.
15 марта 2022 года сельсовет был упразднён в связи с преобразованием муниципального района в муниципальный округ.

## История
В соответствии с Законом Курганской области от 6 июля 2004 года № 419 сельсовет наделён статусом сельского поселения.

## Население
| 1989  | 2002  | 2010  | 2012  | 2013  | 2014  | 2015  |
| ----- | ----- | ----- | ----- | ----- | ----- | ----- |
| 2129  | ↗2359 | ↗2371 | ↗2690 | ↗3023 | ↗3325 | ↘3207 |
| 2016  | 2017  | 2018  | 2019  | 2020  |       |       |
| ↘3023 | ↘2962 | ↘2918 | ↘2903 | ↗2933 |       |       |

## Состав сельского поселения
| № | Населённый пункт        | Тип населённого пункта          | Население |
| - | ----------------------- | ------------------------------- | --------- |
| 1 | Введенское              | посёлок, административный центр | ↗2354     |
| 2 | Платформа 2349 километр | станция                         | ↘17       |